# Dolichopeza (Nesopeza) titania
Dolichopeza (Nesopeza) titania is een tweevleugelige uit de familie langpootmuggen (Tipulidae). De soort komt voor in het Oriëntaals gebied.